# Rui Vaz Pereira
Rui Vaz Pereira ou Ruy Vaz Pereira, chamado o Velho, foi um nobre do Reino de Portugal, senhor de juro e herdade de Barroso, de Cabeceiras de Basto e dos Lagares d´El-Rei.

## Dados genealógicos
Era o filho segundogénito de Gonçalo Pereira de Riba Vizela, senhor de Cabeceiras e D. Mécia filha do arcebispo de Braga D. Martinho.
Casou D. Beatriz de Noronha, filha bastarda de Afonso Henriques, conde de Gijón e Noronha, aia de Leonor de Aragão, Rainha de Portugal.
Tendo deste casamento havido:
- Rui Vaz Pereira, o Moço, capitão de Alcácer Quibir onde o mataram os "mouros", casado com D. Isabel de Melo, a qual tinha sido casada com Lopo Vaz de Castelo-Branco, filha de Diogo de Melo e de D. Maria de Malafaya.[6]
- D. Constança Pereira, a mais velha, que foi Condessa de Avranches na Baixa-Normandia por ter casado com o, 2.º conde de Avranches, D. Fernando de Almada, Capitão-mor do Reino de Portugal, etc., com geração.
- D. Isabel Pereira, primeira mulher de Diogo Furtado de Mendonça, 1.º Duque do Infantado, em Castela. Com geração.
- D. Beatriz ou Brites Pereira casada com Rui Dias de Mendonça, senhor de Morón.
- D. Maria Pereira casada com Pietro Lalle Camponeschi, 5.º conde de Montorio, em Montorio al Vomano, no Reino de Nápoles. Com geração e da qual faz parte o Papa Paulo IV.[2][3]